# Смородина широколистная
Сморо́дина широколи́стная (лат. Ribes latifolium) — кустарник, вид растений рода Смородина (Ribes) семейства Крыжовниковые (Grossulariaceae), растущий в горных лесах на Сахалине, Курильских островах и в Японии.

## Ботаническое описание
Листопадный кустарник высотой до 2 м. Побеги прямые, с шелушащейся коричневой корой, молодые побеги опушённые и железистые.
Листья широкие, 3—5-лопастные с острозубчатым краем, шириной до 12—15 (18) см, что немного больше их длины (отсюда видовой эпитет), могут быть голыми, но чаще имеют густое бархатистое опушение с нижней стороны. Основание листа сердцевидное.
Цветёт в мае. Цветки грязно-пурпурные, собраны по 10—12 штук в рыхлые кисти длиной 4—8 см. Цветоложе чашевидной формы с крупными выступами под лепестками. Чашелистики лопатчатой формы, отогнуты только на верхушке и по краю густо оторочены ресничками. Тычинки почти не выдаются из околоцветника.
Плоды — умеренно кислые красные ягоды, созревают с июня по август.

## Применение
В средней полосе России недостаточно зимостойка, но может выращиваться в качестве декоративного и плодового растения в регионах с более тёплым климатом. Ягоды съедобны.